# Hauptstadtbach

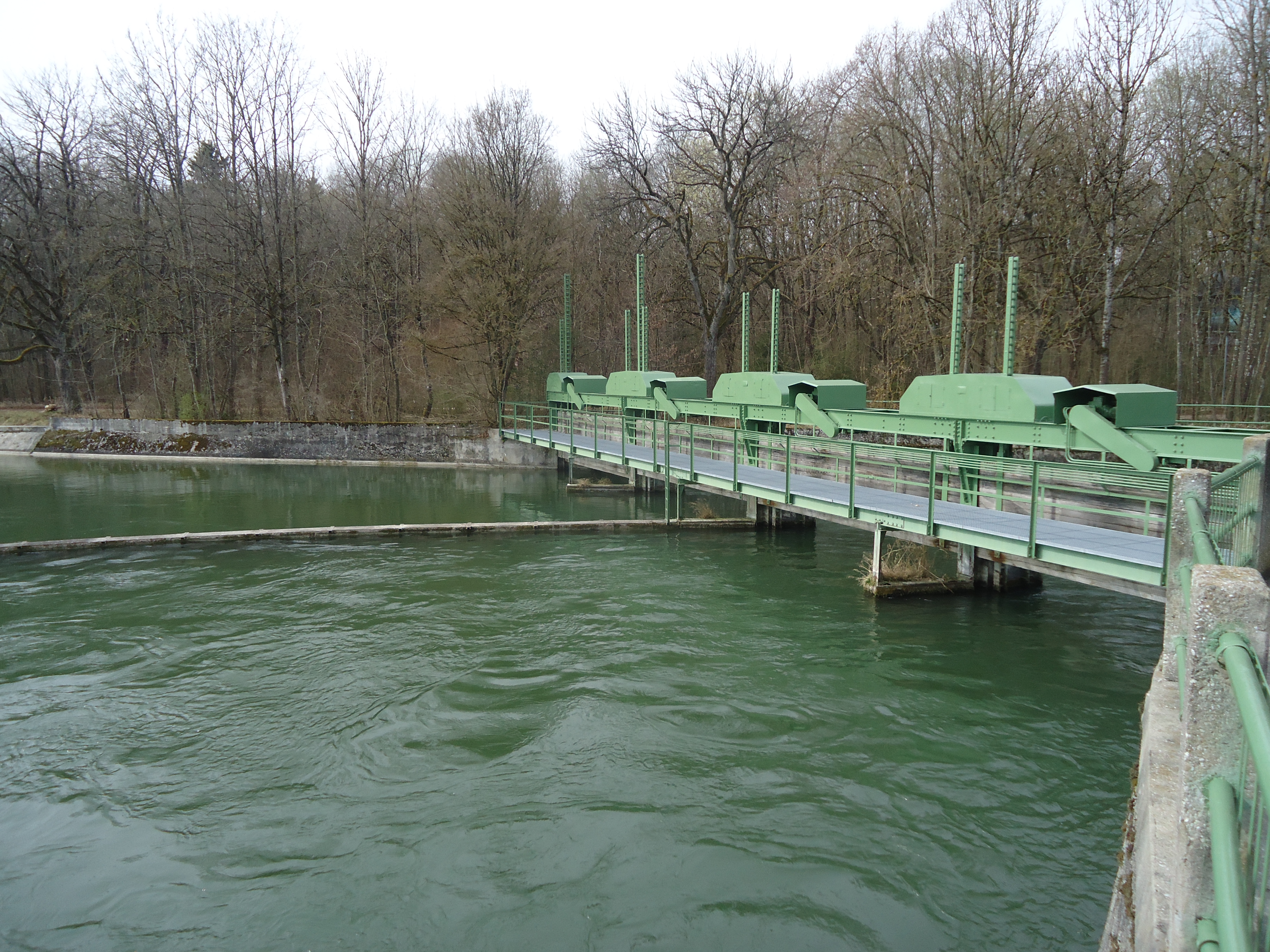
Die Ausleitung des Hauptstadtbachs am Hochablass (Beginn des Einlaufkanals)

Der Hauptstadtbach, früher auch nur Stadtbach genannt, ist ein linker Kanal des Lechs in Augsburg und ein Teil von Augsburgs historischer Wasserwirtschaft. Er ist mit bis zu 45 Kubikmetern Wasser pro Sekunde am Einlaufkanal der mächtigste Abschnitt des Systems der Kanäle in Augsburg. Der Hauptstadtbach fließt im Planungsraum Augsburg-Spickel-Herrenbach und speist den größten Teil der Lechkanäle der Augsburger Altstadt und die Kanäle des Augsburger Textilviertels.

## Bedeutung

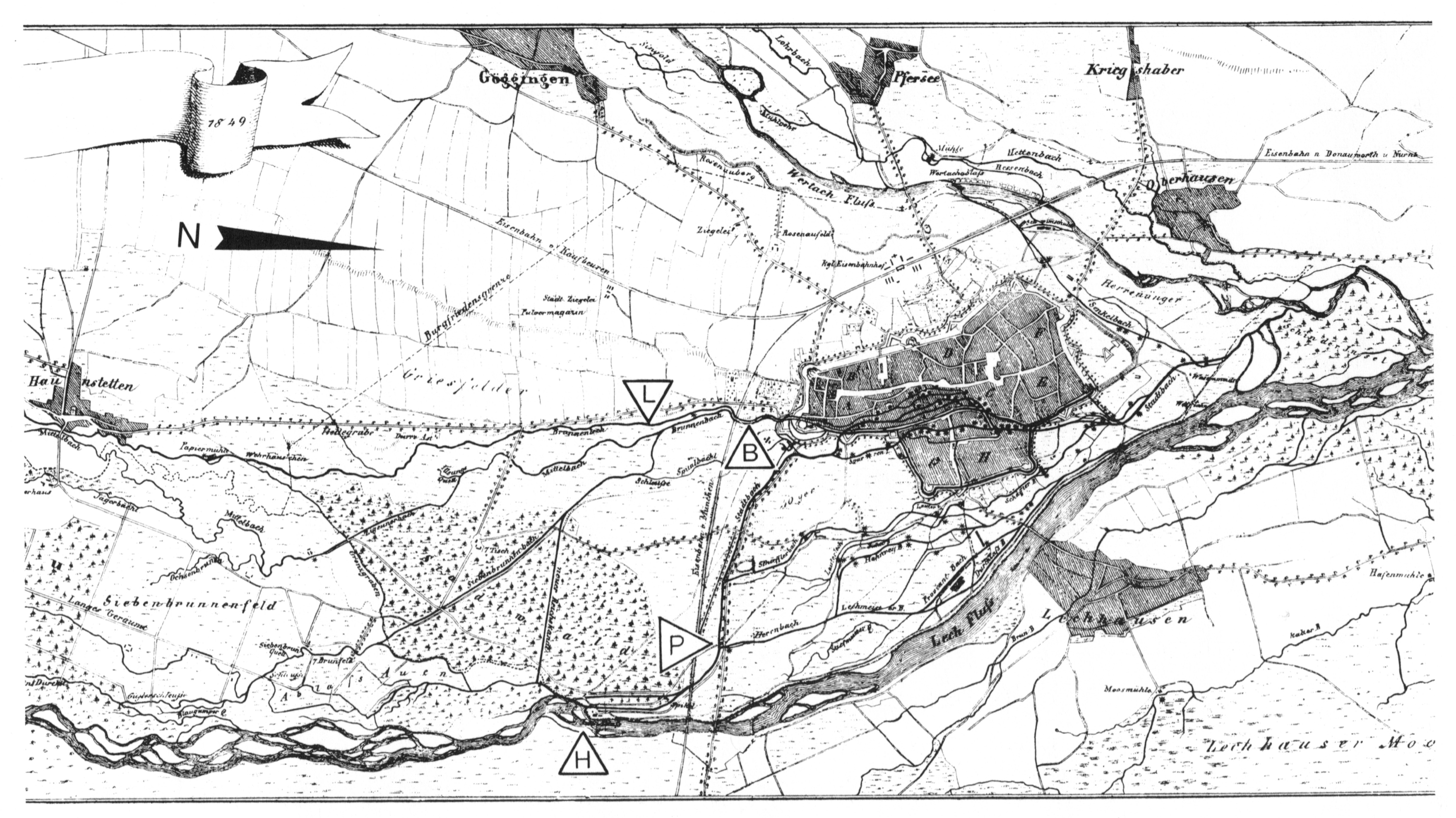
Auf dieser hydrographischen Karte aus dem Jahr 1849 (Westen ist oben; zum Vergrößern bitte mehrmals auf das Bild klicken), ist der Kanal im heutigen Abschnitt „Kaufbach“ mit Stadtbach bezeichnet. Der mit „P“ beschriftete Pfeil zeigt auf die Pulvermühlschleuse.

Seit dem Mittelalter wurde der Hauptstadtbach für die Flößerei genutzt und versorgte so Augsburg mit Waren und Rohstoffen aus dem Süden sowie die Regionen flussabwärts mit Waren aus Augsburg. Seine Wasserkraft wurde außerdem zum Antrieb von Mühlen und von Handwerksbetrieben genutzt. Das Kanalsystem war auch aus hygienischer Sicht für die Stadt von elementarer Bedeutung. Um die Ableitung des Lechs nach Augsburg gab es immer wieder erbitterte Auseinandersetzungen zwischen der Reichsstadt Augsburg und Bayern. Im 19. Jahrhundert wuchs ihre Bedeutung erneut an, als die Wasserkraft Voraussetzung für die aufblühende Textilindustrie im Osten Augsburgs wurde. Diese historischen Nutzungen werden durch die Skulpturen „Flößer“ und „Spinnerin“ am Westufer des Hochablasswehrs, dem Beginn des Hauptstadtbachs, symbolisiert.
Heute wird das Wasser des Hauptstadtbachs und seiner nachgelagerten Kanäle in mehreren Dutzend Wasserkraftwerken im Stadtgebiet Augsburgs energetisch genutzt. Außerdem dient es in seinem ersten Abschnitt seit 1972 dem Kanusport.

## Verlauf

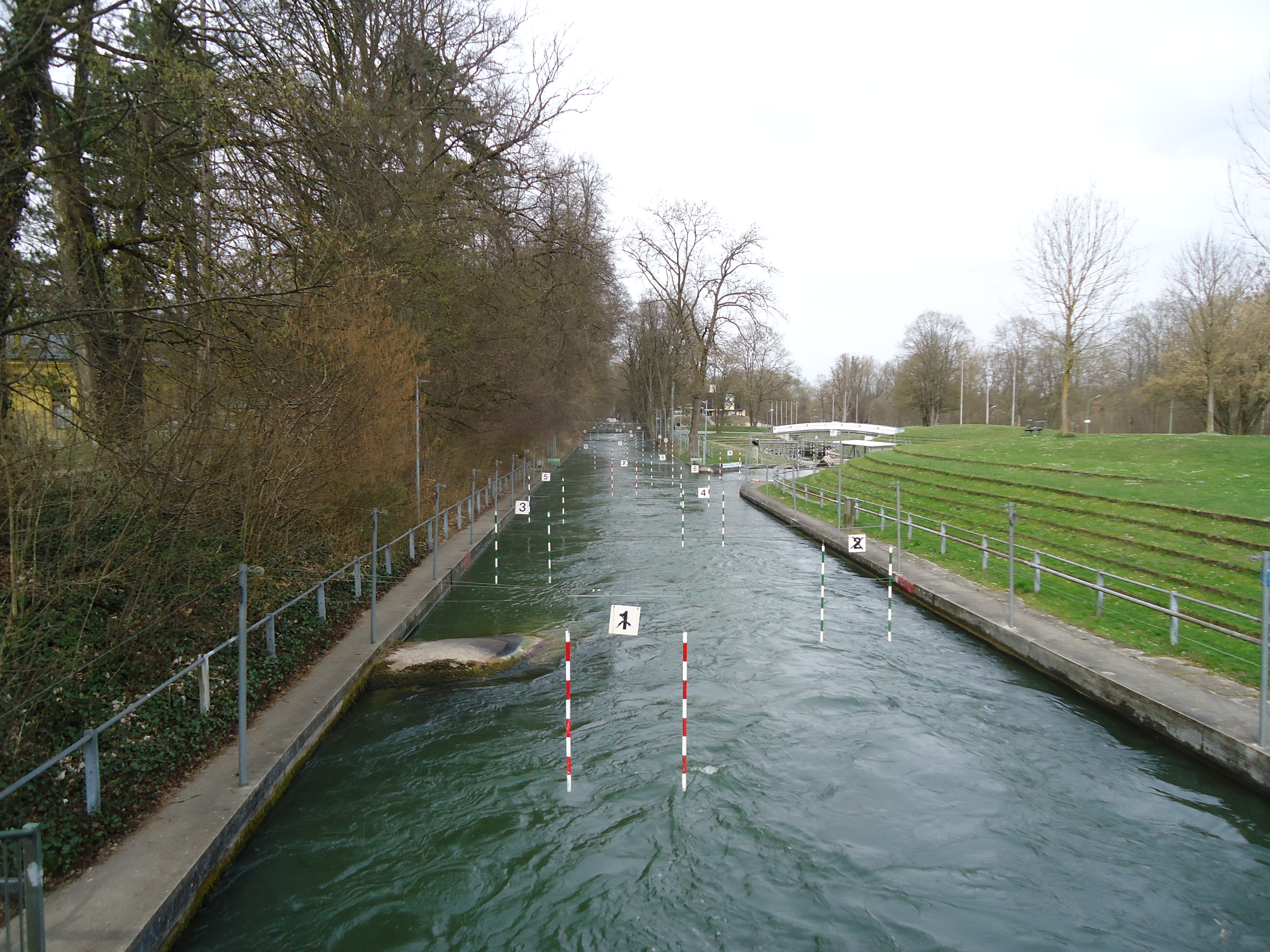
Kanustrecke im Hauptstadtbach

Der Hauptstadtbach beginnt am Hochablass. Sein erster Abschnitt wird auch Einlaufkanal genannt. Von ihm zweigt zunächst links ein Kanal, der Neubach, zum Wasserwerk am Hochablass ab und mündet in den Hauptstadtbach zurück. Heute ist dieses ehemalige Wasserwerk zur Förderung und Aufbereitung von Trinkwasser ein Wasserkraftwerk zur Stromerzeugung, außerdem beherbergt es ein Technikmuseum und eine Informationszentrale zur Augsburger Trinkwasserversorgung.
Den Neubach gibt es seit 1879. Vor 1912 wurde er jedoch etwas weiter flussaufwärts als eigener Anstich separat vom Hauptstadtbach direkt aus dem Lech abgeleitet.
Rechts zweigt vom Hauptstadtbach der Augsburger Eiskanal ab, der in den Lech zurückführt. Er diente ursprünglich als Umgehungskanal für Treibeis, damit dieses im Winter nicht die Turbinen des Wasserwerks am Hochablass beschädigte. Im Jahr 1971 wurde er in eine Kanustrecke der Olympischen Sommerspiele 1972 umgebaut. Die Kanusportler nutzen heute nicht nur den Eiskanal, sondern auch den Hauptstadtbach und den Neubach als Kanustrecken. Dabei bezeichnen sie den Neubach vor dem Wasserwerk als „Babystrecke“, den Neubach nach dem Wasserwerk als „Waldstrecke“, den Hauptstadtbach in diesem Bereich als „Jugendstrecke“ und den Eiskanal als „Olympiastrecke“.
Nach der Zurückmündung des Neubachs fließt der Hauptstadtbach unter der Bahnstrecke München–Augsburg, die den Lech überquert, hindurch und verlässt gleichzeitig den Siebentischwald. Hier ist ein Abschnitt zum Badebereich gestaltet, mit einer Station der Wasserwacht am Damaschkeplatz. Man kann über Badeleitern den Kanal betreten und verlassen, die Strömung ist jedoch ausgesprochen stark, da hier immer noch 35 Kubikmeter Wasser pro Sekunde fließen. Am Ende der Strecke ist ein Drahtseil quer über den Kanal gespannt.
An der Friedberger Straße teilt sich der Hauptstadtbach in zwei Arme auf, den Kaufbach und den Herrenbach.

## Kaufbach

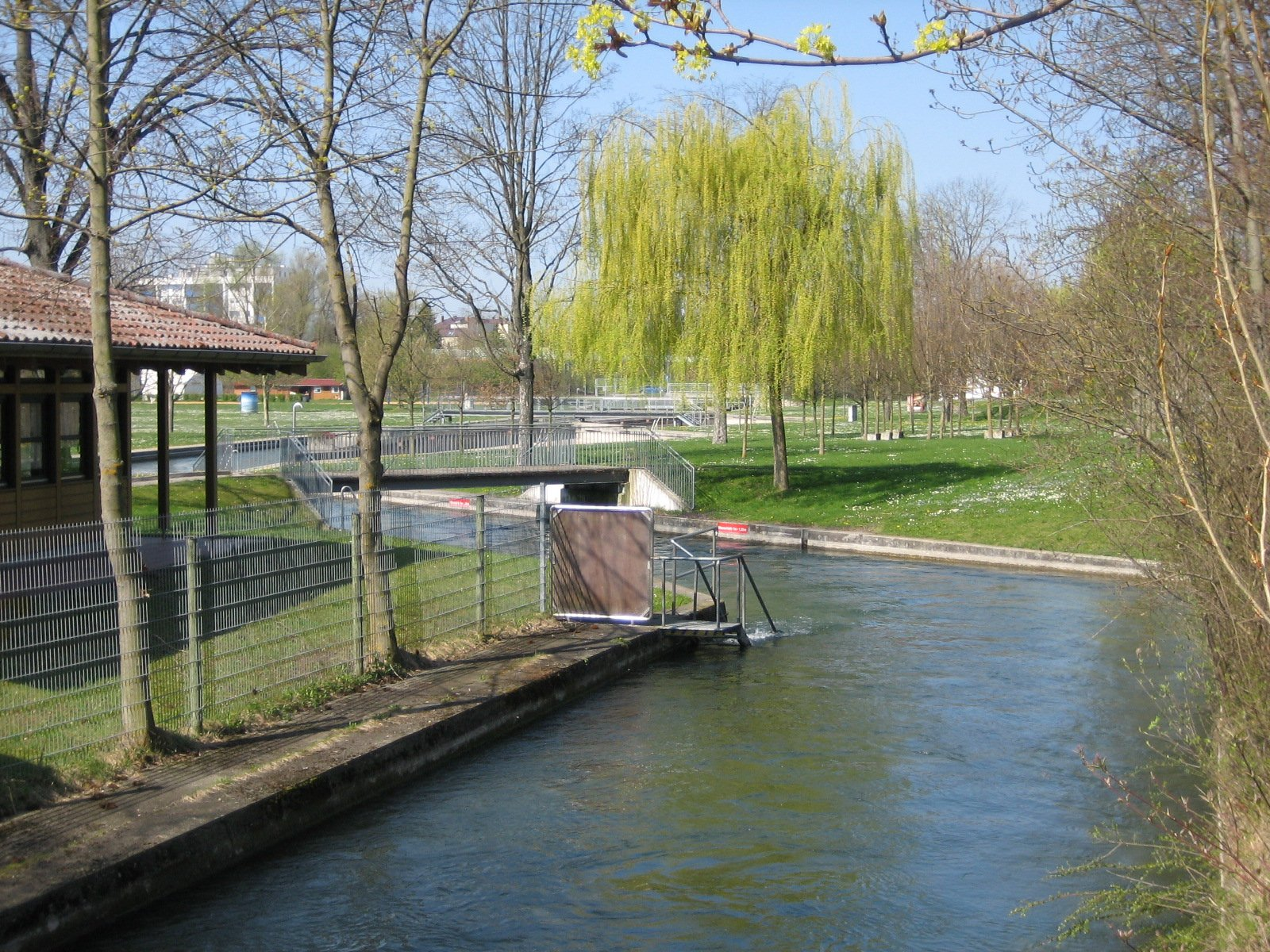
Der Kaufbach beim Fribbe-Bad

Der Kaufbach hat etwa 14 Kubikmeter Wasser pro Sekunde und fließt parallel unmittelbar links neben der Friedberger Straße auf die Augsburger Altstadt zu. An seinem Beginn am Damaschkeplatz befindet sich das technische Denkmal Pulvermühlschleuse. Diese ist nach einer Pulvermühle benannt, die sich hier bis ins 19. Jahrhundert hinein befand.
Vor dem Güterbahnhof Augsburg Ring der Augsburger Localbahn teilt sich vom Kaufbach rechts der Schäfflerbach ab. Nachdem die Localbahnstrecke den Kaufbach überquert, durchfließt dieser das Freibad Fribbe, wo er erneut als Bademöglichkeit dient.
Nahe dem Beginn der Friedberger Straße unterquert der Kaufbach diese. Hier mündet der vom Lochbach abgezweigte Wolfsbach in ihn. Nach der Prinzstraße teilt sich der Kaufbach auf in den Schwalllech, welcher beim ehemaligen Schwibbogentor in das Lechviertel der Altstadt hinein führt, und in den Sparrenlech, welcher nahe dem Vogeltor in die Jakobervorstadt fließt.

## Herrenbach
Der Herrenbach speist die Kanäle des Augsburger Textilviertels. Er führt etwa 21 Kubikmeter Wasser pro Sekunde. Er unterquert die Friedberger Straße und fließt im Stadtbezirk Augsburg-Wolfram- und Herrenbachviertel nach Norden. Bis in die 1950er Jahre waren hier vor allem Gärtnereien zu finden. Diese wurden in den 1960er Jahren durch große Wohnanlagen verdrängt. Parallel zum Herrenbach verläuft die Herrenbachstraße, dazwischen befindet sich die Kleingartenanlage Herrenbach.
Nach der Geisbergschleuse an der Reichenberger Straße, neben dem Fabrikschloss, teilt er sich in den Hanreibach und den Proviantbach auf.

## Trivia
Der Hauptstadtbach wird im Badebereich, vor dem Abzweig zum Kaufbach, vom Volksmund als „Eiskanal“ bezeichnet. Der Augsburger Eiskanal endet jedoch bereits ein Stück stromaufwärts.